# Leopold Zingerle
Leopold Zingerle (München, 1994. április 10. –) német korosztályos válogatott labdarúgókapus, az RB Leipzig játékosa.

## Pályafutása
Zingerle Münchenben született,  a Bayern München saját nevelésű játékosa, 2012-ben debütált a tartalékcsapatban. 2014. április 5-én került fel a felnőtcsapat keretébe, kapus sérülések miatt Josep Guardiola nevezte az FC Augsburg elleni bajnokira. 2015 nyarán az SpVgg Greuther Fürth csapatával kötött szerződést, ahol a tartalékcsapatban kapott bizalmat, ezután 2016-ban újabb csapattal az 1. FC Magdeburggal állapodott meg. 2017-ben hat esztendeig a Paderborn 07 csapatát képviselte. 2023-ban aláírt az első osztályban szereplő RB Leipzig együtteséhez csatlakozott 2024. június 30-ig szóló szerződéssel. 2024. november 22-én 2026. június végéig hosszabbított a klubbal.